# Особняк (Вінниця, вулиця Григорія Сковороди)
Особняк (вул. Григорія Сковороди, 11) — архітектурна пам'ятка у Вінниці (охор. № 365-М).

## Опис
Особняк розташований в центрі міста поблизу міської ради. Має два поверхи, великі вікна, стелю висотою 3 метри. Колір стін блакитний з білими вставками. Збудований у стилі модерну.

## Галерея

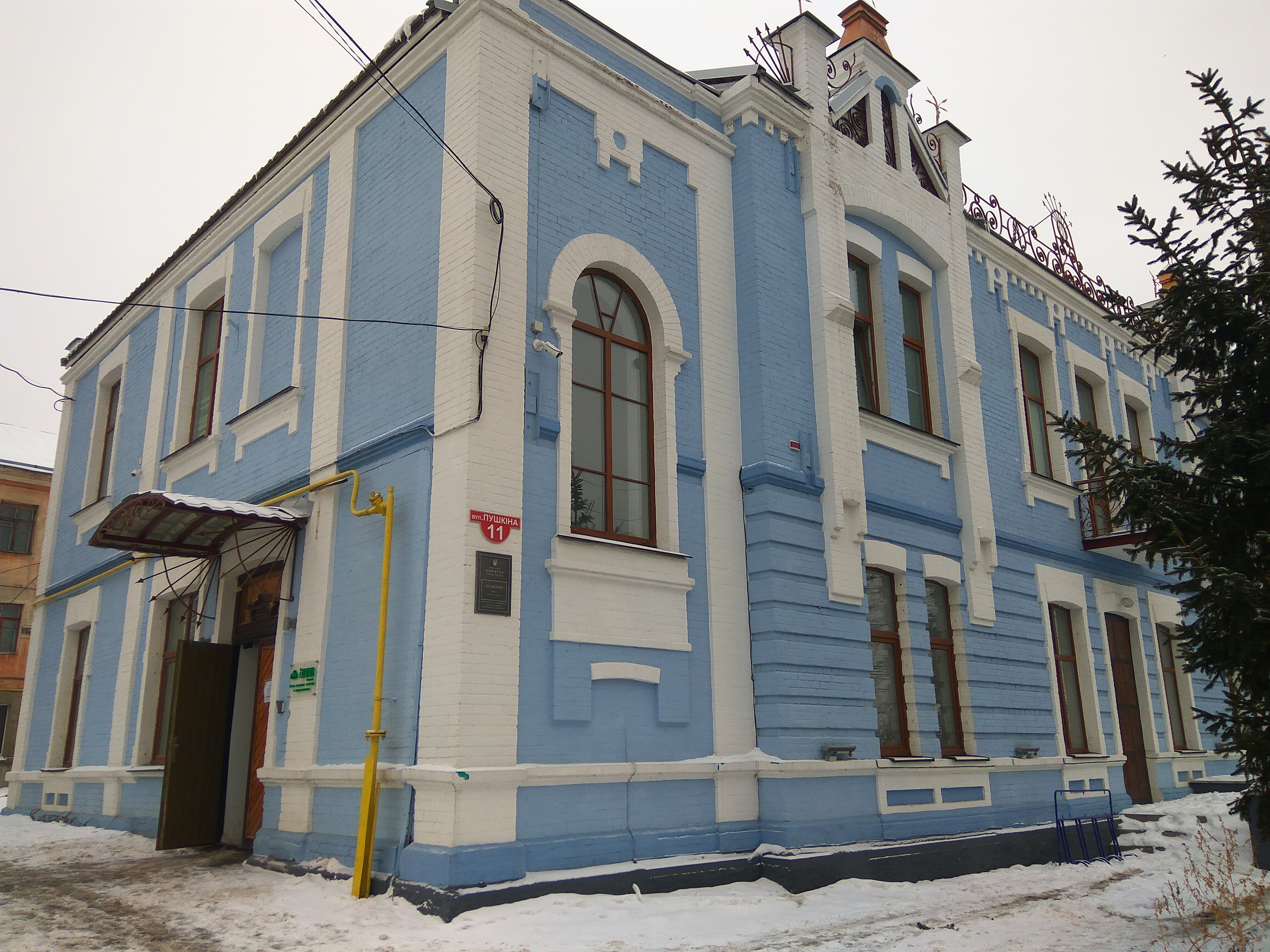

## Історія
Збудований у 1901 році. Архітектор невідомий. Перебував у аварійному стані. До 13 вересня 2015 року за сприяння міського голови Сергія Моргунова приміщення було відреставроване. З 4 січня 2016 року тут почав свою роботу центр розвитку IT — технологій (IHUB)